# سطح سیاره

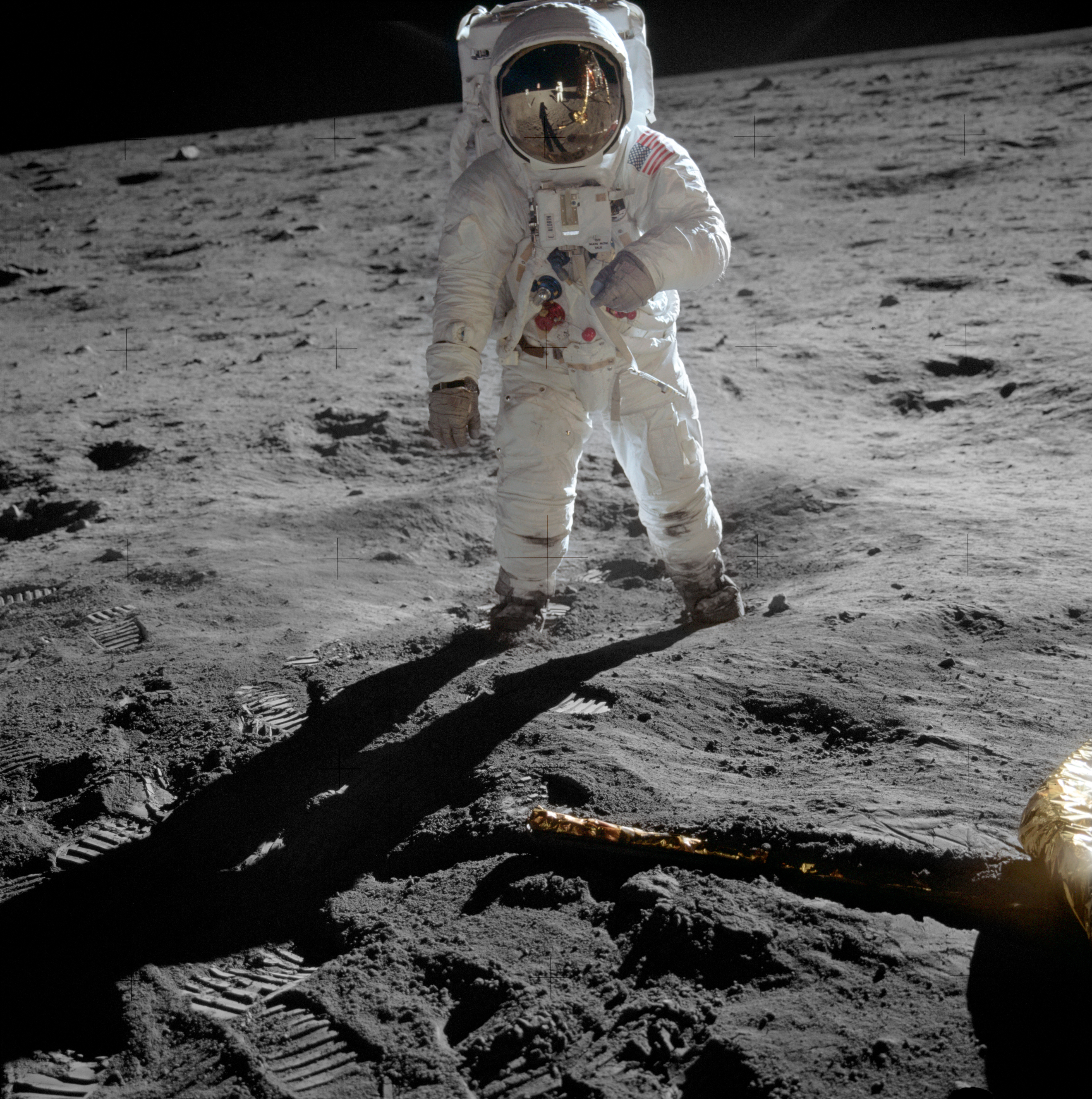
باز آلدرین فضانورد آپولو ۱۱ در حال راه رفتن بر روی سطح ماه، که از خاک ماه تشکیل شده‌است (عکس توسط نیل آرمسترانگ، ژوئیه ۱۹۶۹).

OSIRIS-REx در حال برداشت نمونه سطحی از سیارک بنو ۱۰۱۹۵۵ در سال ۲۰۲۰ (تصویر در اندازه واقعی)

سطح سیاره یا سطح سیاره‌ای (به انگلیسی: Planetary surface)، جایی است که مواد جامد یا مایع انواع خاصی از اجرام نجومی با جو یا فضای بیرونی تماس پیدا می‌کند. سطوح سیاره‌ای بر روی اجرام جامد با جرم سیاره‌ای، از جمله سیاره‌های زمینی (از جمله زمین)، سیاره‌های کوتوله، ماهواره‌های طبیعی، سیاره‌های کوچک و بسیاری دیگر از اجرام کوچک منظومه خورشیدی (SSSB) یافت می‌شوند. مطالعه سطوح سیاره‌ای رشته‌ای از زمین‌شناسی سیاره‌ای است که به عنوان زمین‌شناسی سطح شناخته می‌شود، اما همچنین تمرکز بر تعدادی از زمینه‌ها از جمله نقشه‌برداری سیاره‌ای، توپوگرافی، ژئومورفولوژی، علوم جوی و نجوم است. زمین (یا زمین) اصطلاحی است که به سطوح سیاره‌ای غیرمایع داده می‌شود. اصطلاح فرود برای توصیف برخورد یک جسم با سطح سیاره استفاده می‌شود و معمولاً با سرعتی است که در آن جسم می‌تواند دست‌نخورده باقی بماند و متصل بماند.